# DNAバーコーディング
DNAバーコーディング (DNA barcoding) は、短い遺伝子マーカーを利用してDNAの配列から種を特定する系統学的手法である。分子系統学とは分類の決定に主眼が置かれるが、DNAバーコーディングは未知のサンプルの種を決定することに使われるという点で異なる。DNAバーコーディングは未知の種の同定や同一種とみなすかどうかなどに利用されるが、DNAバーコーディングだけで決定出来るというわけではない。

## 領域
DNAに使用される領域は標準化され、多数の配列データベースが利用可能である。また、ほとんどの種や分類群で、種特異的プライマーを利用することなく、短い配列でも、種内変異が少なく種間変異の大きい領域が提案されている（ユニバーサルプライマー）。多くの領域がDNAバーコーディング領域として提唱されているが以下の領域が一般的である。
- ミトコンドリアのCOI遺伝子（動物界や多くの真核生物）[1]
- rbcLとmatKの組み合わせ（陸生植物）[4]

### ミトコンドリアDNA
多くの真核生物はミトコンドリアを持ち、ミトコンドリアDNA (mtDNA) は核に比べると相対的に突然変異率が高い。そのため、原則的にmtDNAは種間では大きな変異があるが種内変異が小さい。しかし、ミトコンドリアは母系遺伝をするため、種間交雑、ボルバキアなどの細胞内共生生物による細胞質不和合等により誤った結果が出る可能性がある。シトクロームオキシダーゼサブユニットI (COI) の648-bp領域がバーコーディング領域として有望視されている。2009年現在、CO1シーケンスのデータベースには58,000種以上の動物の配列が登録されている。

### 被子植物の同定
クレスらによると、植物のI遺伝子の進化は動物のシトクロムcに比べはるかに遅いため、ほとんどの植物種への適応は困難である。